# Беццекка
Беццекка (італ. Bezzecca) — колишній муніципалітет Італії, у регіоні Трентіно-Альто-Адідже,  провінція Тренто. У 2010 році муніципалітет об'єднали разом з муніципалітетами Моліна-ді-Ледро, Кончеї, П'єве-ді-Ледро, Тіарно-ді-Сопра і Тіарно-ді-Сотто, у єдиний муніципалітет Ледро
Беццекка була розташована на відстані близько 470 км на північ від Рима, 36 км на південний захід від Тренто.
Населення — 595 осіб (2009).
Щорічний фестиваль відбувається 26 грудня. Покровитель — святий Степан.

## Демографія
Населення за роками:
Станом на 31 грудня 2009 року в муніципалітеті офіційно проживало 50 іноземців з 9 країн, серед них 25 громадян країн Євросоюзу.

## Сусідні муніципалітети
- Кончеї
- П'єве-ді-Боно-Преццо
- Моліна-ді-Ледро
- П'єве-ді-Ледро
- Тіарно-ді-Сопра
- Тіарно-ді-Сотто